# Patentassessor
Patentassessor ist in Deutschland die Bezeichnung für eine berufliche Qualifikation, die erlangt, wer durch erfolgreiche Ablegung einer staatlichen Prüfung die für den Beruf des Patentanwalts erforderlichen Rechtskenntnisse nachweist. Die Qualifikation als Patentassessor ist die wichtigste Voraussetzung für die Zulassung zur Patentanwaltschaft.

## Prüfung
Voraussetzung für die Berechtigung zur Führung der Bezeichnung "Patentassessor" oder "Patentassessorin" ist gemäß § 11 Abs. 1 Patentanwaltsordnung (PAO) das Bestehen der Prüfung nach § 8 PAO. Für EU- oder EWR-Ausländer und Schweizer, die bereits in ihrem Heimatland die berufliche Qualifikation für patentanwaltliche Tätigkeiten haben, gibt es eine besondere Eignungsprüfung gemäß dem Gesetz über die Tätigkeit europäischer Patentanwälte in Deutschland (EuPAG).

### Voraussetzungen für die Zulassung zur Prüfung

#### Antrag und technische Befähigung
Die Zulassung zur Prüfung erfolgt auf Antrag an den Präsidenten des Deutschen Patent- und Markenamts (DPMA), der über den Antrag entscheidet, §§ 10 Abs. 1 PAO.
Der Bewerber muss den Erwerb einer technischen Befähigung (§ 6 PAO) und die vorgeschriebene Ausbildung auf dem Gebiet des gewerblichen Rechtsschutzes (§ 7 PAO) oder eine bestimmte langjährige Tätigkeit als Patentsachbearbeiter nachweisen.
Die technische Befähigung ist erworben, wenn ein Studium naturwissenschaftlicher oder technischer Fächer an einer wissenschaftlichen Hochschule in Deutschland oder ein gleichwertiges Auslandsstudium durch eine staatliche oder akademische Prüfung mit Erfolg abgeschlossen wurde. Außerdem muss mind. ein Jahr praktischer technischer Tätigkeit abgeleistet sein. Ausnahmen sind möglich, wenn der Bewerber nachweist, dass er die für den Beruf des Patentanwalts erforderliche praktische technische Tätigkeit auf andere Weise erworben hat.

#### Ausbildung auf dem Gebiet des gewerblichen Rechtsschutzes
Der Regelfall für die Zulassung ist das Absolvieren einer im Einzelnen in § 7 PAO festgelegten Ausbildung (sog. Kandidatenzeit):
1. Die Ausbildungszeit (nach dem Erwerb der technischen Befähigung) dauert 34 Monate und muss grundsätzlich im Inland abgeleistet werden. Sie setzt sich zusammen aus (wenigstens) 26 Monaten bei einem Patentanwalt oder Patentassessor, 2 Monaten beim DPMA und 6 Monaten beim Bundespatentgericht. Eine Ausbildung bei einem Gericht für Patentstreitsachen kann mit bis zu 2 Monaten auf die Ausbildung bei einem Patentanwalt oder Patentassessor angerechnet werden.
2. Auf Antrag kann eine praktische Ausbildung auf dem Gebiet des gewerblichen Rechtsschutzes, die im Ausland durchgeführt wird, bis zu sechs Monaten auf die Ausbildung bei einem Patentanwalt oder einem Patentassessor angerechnet werden.
3. Es ist ein Studium im allgemeinen Recht an einer Universität zu absolvieren, das die für einen Patentanwalt oder Patentassessor nötigen Rechtsgebiete abdeckt. Dazu zählen die Grundzüge auf den Gebieten Vertragsrecht, Arbeitsvertragsrecht, Wirtschaftsrecht, gerichtliches Verfahrensrecht, Verfassungsrecht, allgemeines Verwaltungsrecht und Europarecht. Das Studium muss mit einer Prüfung abgeschlossen werden. An der FernUniversität Hagen ist dazu ein zweijähriger besonderer Studiengang eingerichtet. Bis heute ist dieser Studiengang das einzige anerkannte, speziell für Patentanwaltskandidaten eingerichtete Studium.

Ein Erstes juristisches Staatsexamen der Rechtswissenschaften oder ein juristischer Bachelorabschluss, der die genannten Rechtsgebiete abdeckt, wären alternativ möglich.

#### Tätigkeit als Patentsachbearbeiter
Wer die geregelte Ausbildung nach § 7 PAO nicht durchlief oder durchlaufen konnte, kann gemäß § 158 Abs. 1 PAO dennoch zur Prüfung zugelassen werden, wenn er mindestens zehn Jahre aufgrund eines ständigen Dienst- oder ähnlichen Beschäftigungsverhältnisses für einen Auftraggeber hauptberuflich eine Beratungs- oder Vertretungstätigkeit auf dem Gebiet des gewerblichen Rechtsschutzes ausgeübt hat und im Geltungsbereich dieses Gesetzes eine solche Tätigkeit, die nach Art oder Umfang bedeutend ist, noch ausübt. Für Bewerber, die die europäische Eignungsprüfung für die vor dem Europäischen Patentamt zugelassenen Vertreter bestanden haben, beträgt die Frist mindestens acht Jahre. Als Nachweis der technischen Befähigung genügt dann auch ein Fachhochschul- oder Berufsakademieabschluss.
Theoretisch wäre auch eine Zulassung mit begonnenem, aber aus besonderen Gründen nicht abgeschlossenem Studium naturwissenschaftlicher oder technischer Fächer an einer wissenschaftlichen Hochschule möglich (§ 158 Abs. 2 PAO). Allerdings müssten für diese Zulassung u. a. mindestens 10 Jahre Tätigkeit als Patentsachbearbeiter vor 1966 nachgewiesen werden. Diese Sonderregelung richtete sich an die Kriegsteilnehmergeneration.

### Inhalt der Prüfung
Gemäß Satz 1 dieser Vorschrift sind die erforderlichen Rechtskenntnisse durch eine zweiteilige schriftliche und mündliche Prüfung vor der beim DPMA gebildeten Prüfungskommission (§ 9 PAO) nachzuweisen. "Die Prüfung ist besonders auch darauf zu richten, ob der Bewerber die Fähigkeit zur praktischen Anwendung der Vorschriften des gewerblichen Rechtsschutzes einschließlich der zu ihrer Anwendung erforderlichen Kenntnisse des allgemeinen Rechts besitzt; sie soll sich auf alle Gebiete des gewerblichen Rechtsschutzes erstrecken, auf denen der Patentanwalt beraten und vertreten darf", § 8 Satz 2 PAO. Die Prüfung findet dreimal im Jahr in München statt. Sie ist in Deutsch abzulegen.

### Sonderregeln für EU- oder EWR-Ausländer und Schweizer
Wer als Staatsangehöriger eines Mitgliedstaates der Europäischen Union oder eines anderen Vertragsstaates des Abkommens über den Europäischen Wirtschaftsraum oder der Schweiz die berufliche Qualifikation für patentanwaltliche Tätigkeiten bereits hat, kann durch eine besondere Eignungsprüfung Patentassessor werden. In dieser Eignungsprüfung wird die Fähigkeit geprüft, den Beruf eines Patentanwalts auch in Deutschland auszuüben. Die beruflichen Voraussetzungen für den unmittelbaren Zugang zum ausländischen Patentanwaltsberuf sind nachzuweisen.
Auf Antrag erfolgt die Zulassung zur Eignungsprüfung. Die von der für die Patentassessorenprüfung zuständigen Kommission durchgeführte Eignungsprüfung besteht ebenfalls aus einem zweiteiligen schriftlichen und einem mündlichen Teil. Sie ist ebenfalls in Deutsch abzulegen.

### Ausbildungs- und Prüfungsordnung
Die Ausbildungs- und Prüfungsordnung (PatAnwAPO) ergänzt die PAO. Sie regelt Details der Zulassungsvoraussetzung für die Prüfung wie auch die Durchführung der Prüfung selbst und die Bewertung der Prüfungsergebnisse. Im Einzelnen befasst sich ein Erster Teil (Abschnitte 1 und 2, §§ 1 bis 24 PatAnwAPO) mit der Ausbildung auf dem Gebiet des Gewerblichen Rechtsschutzes (§ 7 PAO). Ein zweiter Teil (Abschnitte 1 bis 3, §§ 26 bis 40 PatAnwAPO) ist der Prüfung (§ 8 PAO) gewidmet. In einem Dritten Teil (§§ 43a bis 43l PatAnwAPO) ist die Sicherung des Unterhalts der Bewerber geregelt. Ein Vierter Teil (§§ 44 bis 44g PatAnwAPO) regelt die Prüfung nach § 1 des Gesetzes über die Eignungsprüfung für die Zulassung zur Patentanwaltschaft (PAZEignPrG). Ein Fünfter Teil (§§ 45, 46 APrPatAnwAPO) schließlich befasst sich mit Übergangs- und Schlussvorschriften.

## Kompetenzen
Die Befugnisse eines Patentassessors ergeben sich insbesondere aus §§ 155 Abs. 1 PAO. Ein Patentassessor darf "einen Dritten" gemäß § 3 Abs. 2 und 3 PAO "beraten und vertreten".

### Persönliche Einschränkung
Im Unterschied zu einem Patentanwalt, der unabhängiges Organ der Rechtspflege ist, gilt für den Patentassessors die Einschränkung, dass er nur für seinen Arbeitgeber (im Gesetzestext als Dienstherr bezeichnet) als Vertreter oder Zustellungsbevollmächtigter tätig werden darf. Auch für mit dem Arbeitgeber vertraglich oder in einem Konzern verbundene Unternehmen (im Gesetzestext als Dritte bezeichnet) darf der Patentassessor agieren, wenn "der Dritte und der Dienstherr des Patentassessors im Verhältnis zueinander Konzernunternehmen (§ 18 des Aktiengesetzes (AktG)) oder Vertragsteile eines Unternehmensvertrags (§ 291 und § 292 des Aktiengesetzes (AktG)) sind; oder der Dritte im Inland weder Wohnsitz noch Niederlassung hat und er dem Dienstherrn des Patentassessors vertraglich die Wahrnehmung seiner Interessen auf dem Gebiet des gewerblichen Rechtsschutzes übertragen hat". Das Berufsbild des Patentassessors entspricht damit in etwa dem des US-amerikanischen In-House Counsel.

### Befugnisse für Verfahren
In sachlicher Hinsicht hat der Patentanssessor die einem Patentanwalt zustehenden Befugnisse. Im Einzelnen sind dies:
1. "in Angelegenheiten der Erlangung, Aufrechterhaltung, Verteidigung und Anfechtung eines Patents, eines ergänzenden Schutzzertifikats eines Gebrauchsmusters, eines eingetragenen Designs, des Schutzes einer Topographie, einer Marke oder eines anderen nach dem Markengesetz geschützten Kennzeichens (gewerbliche Schutzrechte) oder eines Sortenschutzrechts andere zu beraten und Dritten gegenüber zu vertreten;
2. in Angelegenheiten, die zum Geschäftskreis des Patentamts und des Patentgerichts gehören, andere vor dem Patentamt und dem Patentgericht zu vertreten;
3. in Verfahren wegen Erklärung der Nichtigkeit oder Zurücknahme des Patents oder ergänzenden Schutzzertifikats oder wegen Erteilung einer Zwangslizenz andere vor dem Bundesgerichtshof zu vertreten;
4. in Angelegenheiten des Sortenschutzes andere vor dem Bundessortenamt zu vertreten,
5. "in Angelegenheiten, für die eine Frage von Bedeutung ist, die ein gewerbliches Schutzrecht, ein Datenverarbeitungsprogramm, eine nicht geschützte Erfindung oder eine sonstige die Technik bereichernde Leistung, ein Sortenschutzrecht oder eine nicht geschützte, den Pflanzenbau bereichernde Leistung auf dem Gebiet der Pflanzenzüchtung betrifft oder für die eine mit einer solchen Frage unmittelbar zusammenhängende Rechtsfrage von Bedeutung ist, andere zu beraten und Dritten gegenüber zu vertreten, auch wenn die Voraussetzungen des Absatzes 2 Nr. 1 nicht vorliegen;
6. andere vor Schiedsgerichten und vor anderen Verwaltungsbehörden zu vertreten".

Der Patentassessor hat wie der Patentanwalt in bestimmten Rechtsstreitigkeiten Rederecht vor Gericht.